# Übergangsregierung von Mosambik
Als Übergangsregierung von Mosambik, portugiesisch Governo de Transição de Moçambique, wird die letzte Regierung der Kolonie Mosambiks vor der Unabhängigkeit des Landes bezeichnet. Sie amtierte zwischen dem 20. September 1974 bis 25. Juni 1975 unter Leitung von Joaquim Chissano als Premierminister, ihre gehörten neun Minister an, sechs benannt von der FRELIMO, drei vom portugiesischen Staat. Aufgabe der Regierung war es die schrittweise Übertragung aller Befugnisse zu begleiten und die Unabhängigkeit Mosambiks vorzubereiten.
Die Einsetzung der Übergangsregierung war zuvor im Vertrag von Lusaka am 7. September 1974 zwischen portugiesischer Regierung und FRELIMO vereinbart worden, ebenso wie das Amt des von Portugal zu benennenden Hochkommissars (Alto-comissário) als oberster Repräsentant, übernommen von Admiral Vítor Crespo, sowie einer paritätisch zusammengesetzten militärischen Kommission beider Seiten. Geleitet wurde diese Kommission durch den Hochkommissar und den mosambikanischen Premierminister.

## Vorbedingungen und Verlauf der Amtszeit
Der sich mit der Bildung einer Übergangsregierung abzeichnende Machtwechsel in Mosambik, von der rassistischen Verwaltung einer militanten Kolonialmacht zu einer sozialistisch orientierten Befreiungsorganisation mit militärischem Selbstverständnis, bot kaum Grundlagen für einen nun parlamentarisch geprägten und zivilen Staat. Die Traditionen einer allmächtigen Verwaltung aus der Zeit des António de Oliveira Salazar und Marcelo Caetano fanden mit der Regierung Crespo sowie nachfolgenden Machteliten unter anderen programmatischen Leitsätzen ihre Fortsetzung.
Die Mitglieder der FRELIMO einte die Ablehnung des portugiesischen Kolonialismus und Faschismus. Die harte Gangart Portugals gegen die Befreiungsbestrebungen in seiner Kolonie Mosambik hatte einem großen Teil der dort lebenden Bevölkerung schwere Entbehrungen zugefügt. Beispielsweise im Mai 1974 bombardierte die Luftwaffe Militärcamps der FRELIMO und Dörfer mit ihrer Zivilbevölkerung. Im Gegenzug griffen FRELIMO-Verbände „weiße“ Farmen bei Beira an und verübten Anschläge auf Eisenbahnstrecken in der Umgebung dieser Stadt. In dieser Zeit nahmen Gruppen der MFA aus Portugal Einfluss auf die militärische Lage in der Kolonie, mit dem Ziel die Konflikte mit der FRELIMO zu minimieren. Es kam dabei zu regionalen Waffenstillständen. Diese Situation löste in den portugiesischen Streitkräften eine Desorientierung aus, die zur Desertion tausender Militärangehöriger und der kampflosen Übergabe mancher Regionen führte. Die öffentliche Ordnung brach in vielen Landesteilen zusammen. Es ereigneten sich im Land Bombenangriffe von Rechtsradikalen, linkspolitisch aktive Personen waren die Ziele zahlloser Attacken und Massenstreiks lähmten das öffentliche Leben. Auf den Zuckerrohrplantagen von Sena, am Grenzübergang von Ressano Garcia und andernorts ermordete die Polizei und das Militär schwarze Demonstranten.
Tausende Portugiesen flüchteten im September 1974 in das benachbarte Südafrika. Dessen Regierung (Vorster) richtete unter dem Vizeminister für Sozialfürsorge Hennie Smit eine Sonderkommission ein, um mit einem schnell errichteten Sonderfonds den Ankommenden zu helfen. Die Flüchtlinge kamen mit der Eisenbahn, mit eigenen Autos oder zu Fuß über Gebirgspässe. Einige von ihnen flüchteten mit Schiffen und landeten im Hafen Durban an oder wandten sich nach Swasiland und Rhodesien. Ein Sprecher der neuen mosambikanischen Regierung erklärte öffentlich, dass die Führer des rechtsextremen Movimento Moçambique Livre Kriminelle seien und wenn sie das Land nicht verlassen würden, stelle man sie vor ein Gericht. Der südafrikanische Außenminister Hilgard Muller erklärte vor dem Parlament, dass seine Regierung sich nicht in den Prozess der staatlichen Unabhängigkeit afrikanischer Länder einmischen werde. Es sei nicht die Politik Südafrikas zu diktieren, wer in Mosambik oder Angola regiert und es wäre anzunehmen, dass eine indigene Regierung nicht zwangsläufig zur Instabilität und Anarchie in den genannten Ländern führen müsse.
Am 7. September unterzeichneten Samora Machel von der FRELIMO sowie die portugiesischen Politiker Ernesto Melo Antunes und Mário Soares in Lusaka ein Abkommen, das den zehnjährigen Kolonialkrieg in Mosambik beendete und die Errichtung einer Übergangsregierung zum 20. September 1974 vorsah. Unter weißen Siedlern in Mosambik erregte dieses Abkommen große Verärgerung, was zu demonstrierenden Gruppen in Lourenço Marques führte, die den Verrat Portugals an der Kolonie konstatierten. Es kam dabei die Forderung bezüglich einer Unabhängigkeitserklärung nach dem Vorbild Rhodesiens auf. In Nampula wurde die Rundfunksendestation und eine Zeitungsredaktion besetzt sowie eine Telefonzentrale überfallen. Weiße Bewohner fuhren mit Geländewagen durch von Schwarzen bewohnte Stadtteile und beschossen die Bewohner mit automatischen Waffen. Die Betroffenen errichteten Straßensperren und brandschatzten Autos. Aus dem Zentralgefängnis wurden 200 PIDE-Agenten gewaltsam auf der Haft befreit, die nach dem Staatsstreich in Portugal hier in Haft genommen wurden. In der Hauptstadt stürmten bewaffnete Angehörige der reaktionären Frente Independente de Convergência Ocidental (in etwa Unabhängige Front für westliche Konvergenz; abgekürzt FICO, portugiesisch für „Ich bleibe“) unter Anleitung ihres Vorsitzenden den Rádio Clube de Moçambique und riefen über den Rundfunksender zum Widerstand gegen die FRELIMO auf. Samora Machel richtete aus Daressalam einen Appell per Radiosendung an die Bevölkerung, wonach die FRELIMO keine rassistischen Konflikte dulden werde und an die Adresse der weißen Arbeiter erklärte er seine Solidarität, da auch sie Opfer der kapitalistischen Ausbeutung gewesen seien.
Zum Amtsantritt der Regierung unter Premierminister Chissano war die Lage im Land ruhig. Am 21. Oktober 1974 kam es jedoch in Mosambiks Hauptstadt Lourenço Marques zu einer bewaffneten Auseinandersetzung zwischen weißen militanten Gruppen und FRELIMO-Soldaten, in dessen Verlauf einige von diesen getötet wurden. Das Ereignis erzeugte eine Welle explosiver Gewalt. In den Vororten der schwarzen Bevölkerung wurden alle aus dem Zentrum von Lourenço Marques hinaus führenden Hauptstraßen blockiert. Während dieser Ereignisse zerrten schwarze Angreifer Weiße aus ihren Autos und töteten sie; manche Fahrzeuge wurden mit zusammen ihren Insassen angezündet und dabei zerstört. FRELIMO-Einheiten mussten diesen Aufstand massiv zurückdrängen. Das Mitglied der provisorischen Militärkommission Sebastião Mabote rief bei Kundgebungen zur Einstellung der tödlichen Übergriffe und Unruhen auf. Es trat daraufhin eine Beruhigung der Lage ein. Diese Ereignisse verursachten jedoch eine sprunghaft zunehmende Flucht weißer Bewohner aus Mosambik. Bis zum Ende der Amtsperiode dieser Übergangsregierung im Juni 1975 hatte über die Hälfte der europäischstämmigen Mosambikaner das Land verlassen.

## Kabinettszusammensetzung
| Ressort                                                    | Name                                  | benannt von |
| ---------------------------------------------------------- | ------------------------------------- | ----------- |
| Premierminister                                            | Joaquim Chissano                      | FRELIMO     |
| Arbeit (Trabalho)                                          | Mariano Matsinhe                      | FRELIMO     |
| Bildung und Kultur (Educação e Cultura)                    | Gideon Ndobe                          | FRELIMO     |
| Gesundheit und Soziales (Saúde e Assuntos Sociais)         | Antóno Paulinho                       | Portugal    |
| Information (Informação)                                   | Óscar Monteiro                        | FRELIMO     |
| Inneres (Administração Interna)                            | Armando Guebuza                       | FRELIMO     |
| Justiz (Justiça)                                           | Rui Baltazar dos Santos Alves         | FRELIMO     |
| Kommunikation und Verkehr (Comunicações e Transportes)     | Eugénio Baptista de Figueiredo Picolo | Portugal    |
| Öffentliche Bauten und Wohnen (Obras Públicas e Habitação) | Luís Alcântara Santos                 | Portugal    |
| Wirtschaft (Coordenação Económica)                         | Mário Machungo                        | FRELIMO     |